# Suben
Suben là một đô thị thuộc huyện Schärding thuộc bang Oberösterreich, Áo. Đô thị Suben có diện tích 6 km², dân số thời điểm năm 2006 là 1419 người. Đô thị này nằm gần biên giới với Đức.